# شاهين (شخصية)
شاهين(بالإنجليزية: Shaheen ؛ باليابانية: シャヒーン) شخصية عربية سعودية موجودة في لعبة تيكن. ظهرت الشخصية أول مره في الجزء السابع من اللعبة الذي يحمل الاسم تيكن 7 .
شاهين يستخدم «فن القتال العسكري»، تم الإعلان عن شاهين في أغسطس عام 2014 وطلب كاتسوهيرو هارادا منتج لعبة تيكن من المعجبين بللعبة في السعودية مساعدته في تصميم الشخصية.
كاتسوهيرو هارادا أكد أن فكرة إضافة مقاتل عربي راودته منذ عام 2008 لكن فريق العمل الياباني الذي يعمل معه لم يكن لديه أي فكرة عن ثقافة الشرق الاوسط والخليج العربي مما أدى إلى تأجيل الموضوع. وبعد زيارته لمناطق في الشرق الأوسط مثل دبي والمملكة العربية السعودية تعلم عن حضارة وثقافة الشرق الأوسط وبدأ في تصميم الشخصية.

## الاسم
الشاهين، والذي يُعرف أحيانا باسم الصقر الجوّال،  أو الشيهانه عند أهل الجزيرة العربية، والمعروف تاريخيا عند الأمريكيين باسم «باز البط»؛ طائر جارح عالمي الموطن تقريبا من فصيلة الصقريات. يُعتبر هذا الطائر كبير الحجم، إذ يبلغ في قدّه الغراب، وهو ذو ظهر أزرق ضارب إلى الرمادي، وقسم سفلي مبرقش، ورأس أسود وذو شارب. وكما في الكثير من الجوارح قانصة الطيور، وفي فصيلة الصقور خصوصاً.
ويطلق العرب منذ القدم اسم «شاهين» على أولادهم الذي يرمز إلى القوة والجبروت، وما زال البعض حتى اليوم يُطلق على أولاده هذا الاسم وبشكل خاص أهل العراق والخليج العربي، كما وما زال الكثير من العائلات العربية يحمل لقب «شاهين».

## المظهر
شاهين لدي عيون لونها بني وشعر لونه بني داكن وله شارب ولحية.ويلبس فوق رأسه شماغ وعقال.ويوجد سيف عربي حول خصره.